# Нижнесюрюбаево
Нижнесюрюбаево (баш. Тубәнге Сирбай) — деревня в Кугарчинском районе Республики Башкортостан Российской Федерации. Входит в состав Максютовского сельсовета. 

## География

### Географическое положение
Расстояние до:
- районного центра (Мраково): 39 км,
- центра сельсовета (Максютово): 16 км,
- ближайшей ж/д станции (Тюльган): 46 км.

## Население
| 2002 | 2009 | 2010 |
| ---- | ---- | ---- |
| 0    | ↗2   | ↘1   |